# Kyle Walker-Peters
Kyle Walker-Peters, född 13 april 1997 i London, är en engelsk fotbollsspelare som spelar för West Ham United FC.

## Klubbkarriär
Walker-Peters anslöt till Tottenham Hotspurs ungdomssektion den 1 juli 2013. I maj 2015 gjorde han sin a-lagsdebut under en försäsongsturné i Malaysia och Australien. I december 2015 utsågs han till månadens spelare i Premier Leagues U21-serie. I februari 2017 skrev Walker-Peters ett nytt kontrakt till 2019.
I början av säsongen 2017-18 gjorde Walker-Peters sin ligadebut mot Newcastle United, där han såg Tottenham vinna med 2-0 på St James' Park. Sky Sports utsåg honom till matchens lirare. Den 28 februari 2018 gjorde han sitt första mål för Tottenham i en 6-1-seger mot Rochdale i FA-cupens femte omgång.
Den 29 januari 2020 lånades Walker-Peters ut till Southampton på ett låneavtal över resten av säsongen 2019/2020. Den 11 augusti 2020 värvades han av klubben och skrev på ett femårskontrakt.

## Landslagskarriär
Den 21 mars 2022 blev Walker-Peters för första gången uttagen i Englands landslag till vänskapsmatcherna mot Schweiz och Elfenbenskusten. Fem dagar senare gjorde han sin debut i en 2–1-vinst över Schweiz.